# Moisiej Granowski
Moisiej Łazariewicz Granowski (ros. Моисей Лазаревич Грановский, ur. 1890 w Zwinogródce, zm. 1941 pod Jelnią) – radziecki działacz państwowy i partyjny.

## Życiorys
Ukończył Kijowski Instytut Komercyjny, 1914 wstąpił do SDPRR(b), 1918-1919 służył w Armii Czerwonej, następnie był zarządzającym sprawami Rady Komisarzy Ludowych Ukraińskiej SRR, a 1920-1922 zastępcą ludowego komisarza spraw wewnętrznych Ukraińskiej SRR. Od maja do października 1922 był przewodniczącym Komitetu Wykonawczego Krzemieńczuckiej Rady Gubernialnej, od października 1922 do października 1923 zastępcą przewodniczącego Odeskiej Rady Gubernialnej, od listopada 1923 do 10 kwietnia 1926 sekretarzem odpowiedzialnym Amurskiego Gubernialnego Komitetu RKP(b)/WKP(b), 1927-1928 sekretarzem odpowiedzialnym Dagestańskiego Komitetu Obwodowego WKP(b), następnie sekretarzem odpowiedzialnym Komitetu Miejskiego WKP(b) w Tule. Od 9 kwietnia do września 1929 był sekretarzem odpowiedzialnym tulskiego gubernialnego komitetu WKP(b), jednocześnie od 21 maja do 4 września 1929 sekretarzem odpowiedzialnym Biura Organizacyjnego WKP(b) na okręg tulski, od 7 września 1929 do 30 kwietnia 1930 sekretarzem odpowiedzialnym tulskiego okręgowego komitetu WKP(b), a od kwietnia 1930 instruktorem odpowiedzialnym KC WKP(b). Od 1932 do lutego 1934 był zastępcą ludowego komisarza komunikacji drogowej ZSRR, od 10 lutego 1934 członkiem Komisji Kontroli Partyjnej przy KC WKP(b), od 1 marca 1937 I zastępcą ludowego komisarza sprawiedliwości ZSRR, a 1940-1941 redaktorem odpowiedzialnym pisma „30 Dniej”. W 1941 po ataku Niemiec na ZSRR wstąpił do pospolitego ruszenia Moskwy, zginął w walkach pod Jelnią.